# Okadaleberis
Okadaleberis is een geslacht van uitgestorven kreeftachtigen uit de klasse van de Ostracoda (mosselkreeftjes).

## Soorten
- Okadaleberis aspera Bonaduce, Ruggieri, Russo & Bismuth, 1992 †
- Okadaleberis incerta Bonaduce, Ruggieri, Russo & Bismuth, 1992 †
- Okadaleberis rosaliae Bonaduce, Ruggieri, Russo & Bismuth, 1992 †